# Løgtingswahl 1950
- Republikaner: 2
- Sozialdemokraten: 6
- Selbstverwaltung: 2
- Unionisten: 7
- Volkspartei: 8

Die Løgtingswahl 1950 auf den Färöern fand am 8. November 1950 statt.
Es war die erste Wahl nach Erlangung der inneren Selbstverwaltung (heimastýri) im Jahr 1948.
Großer Gewinner bei dieser Løgtingswahl war mit fast 10 Prozent Stimmenanteil der Tjóðveldisflokkurin, der erstmals bei einer Wahl antrat.
Die vier Altparteien mussten dagegen Verluste hinnehmen, wobei es den Fólkaflokkurin mit über 8 Prozent besonders hart traf. Da aber die Anzahl der Abgeordnetensitze von 20 auf 25 erhöht wurde, verlor keine Partei einen Sitz. Der Fólkaflokkurin blieb trotz Verlusten mit 8 Sitzen die größte Partei im Parlament.
Die bisherige mehrheitlich unionistisch geprägte Koalition aus Sambandsflokkurin Sjálvstýrisflokkurin und Javnaðarflokkurin unter dem Ministerpräsidenten Andrass Samuelsen wurde nicht fortgeführt. Stattdessen bildete der Sambandsflokkurin mit Kristian Djurhuus an der Spitze gemeinsam mit dem Fólkaflokkurin eine Zweierkoalition der beiden größten Parteien: Der Landesregierung Andrass Samuelsen folgte die Landesregierung Kristian Djurhuus I.

## Ergebnisse der Løgtingswahl vom 8. November 1950
Mit dieser Wahl wurde die Gesamtzahl der Abgeordnetensitze im Løgting von 20 auf 25 erhöht. An der Wahl hatten sich fünf Parteien beteiligt, die alle ins Parlament einzogen.
| Partei                   | Stimmen | Prozent | Sitze |  |
| ------------------------ | ------- | ------- | ----- |  |
| A – Fólkaflokkurin       | 3.750   | 32,3    | 8     |  |
| B – Sambandsflokkurin    | 3.170   | 27,3    | 7     |  |
| C – Javnaðarflokkurin    | 2.605   | 22,4    | 6     |  |
| E – Tjóðveldisflokkurin  | 1.145   | 9,8     | 2     |  |
| D – Sjálvstýrisflokkurin | 957     | 8,2     | 2     |  |
| Gesamt                   | 11.627  | 100     | 25    |  |